# Sauvage
Sauvage és una pel·lícula dramàtica francesa del 2018 dirigida per Camille Vidal-Naquet i produïda per Emmanuel Giraud i Marie Sonne-Jensen. És protagonitzada per Félix Maritaud en el paper principal, amb Eric Bernard, Nicolas Dibla i Philippe Ohrel. Sauvage fou estrenada al 71è Festival Internacional de Cinema de Canes el 2018, on va guanyar el Premi Estrella Ixent i fou nominat a tres altres.

## Argument
Léo (Félix Maritaud) és un treballador sexual de 22 anys que consumeix drogues mentre desitja l'amor d'un company de professió.

## Repartiment
- Félix Maritaud com a Léo
- Éric Bernard com Ahd
- Nicolas Dibla com a Mihal
- Philippe Ohrel com a Claude

## Temes i producció
Sauvage va ser el primer llargmetratge de Vidal-Naquet; la seva experiència treballant amb l'organització benèfica catòlica Aux captifs la libération la va ajudar a crear la pel·lícula. La pel·lícula se centra en un jove treballador sexual masculí, interpretat per Félix Maritaud, amb freqüents escenes de sexe explícit; Vidal-Naquet "subratlla [que] el sexe que veiem a Sauvage és treball". Durant la preproducció, Vidal-Naquet i el seu director de fotografia Jacques Girault van passar mesos planificant el treball de la càmera, les actuacions i, en particular, la il·luminació i com funcionaria amb altres elements; va explicar que "volia filmar les escenes de sexe perquè no fossin diferents de les altres" perquè "la il·luminació és moral".
Vidal-Naquet descriu que el tema de la pel·lícula és que Léo, el protagonista, és "indómit. És un animal salvatge. Quan hi penses, el personatge de Léo ens recorda que vivim seguint les normes de la societat, les establertes per les ciutats modernes. Tots hem estat domesticats." Cita els comentaris del crític de cinema francès Jean Marc Lalanne que "Léo es comporta com un gos vagabund: beu aigua dels carrers, dorm de bon grat al carrers, menja escombraries sense fàstic. A nosaltres, si estiguéssim realment perduts en una gran ciutat, i no tinguéssim ni un dòlar per comprar aigua, ens seria molt difícil imaginar-nos anar a la cuneta a beure un glop d'aigua." David Gerstner, entrevistant per a Cineaste, va observar que la pel·lícula evocava un gos vagabund: "Els instints bàsics de supervivència no només requereixen menjar i aigua, sinó que sovint el gos perdut també dona afecte quan rep afecte."
Inicialment, Vidal-Naquet es va mostrar reticent a donar el paper a Maritaud, ja que buscava un actor més jove, amb més "mala aparença" i "pensava que seria massa fort per a aquest paper". Un cop va conèixer Maritaud, però, va veure que "la tendresa i la fragilitat que jo volia, les tenia en la seva manera de caminar, la seva manera de moure's, la seva manera d'actuar" i es va mostrar convençut per la manera com l'actor parlava de com comunicar emocions sense diàleg, ja que Léo "no parla molt".

## Recepció

### Recepció crítica
A l'agregador de ressenyes Rotten Tomatoes, la pel·lícula té una puntuació d'aprovació del 93 % basada en 57 ressenyes, i una puntuació mitjana de 7,66. El consens crític del lloc web diu: "Sauvage / Wild fa una mirada clara a la vida d'un treballador del sexe, alimentada per l'actuació de Felix Maritaud i l'enfocament no crític de l'escriptora i directora Camille Vidal-Naquet." Metacritic, que utilitza una mitjana ponderada, va assignar a la pel·lícula una puntuació de 77 sobre 100, segons 10 crítics, que indiquen "crítiques generalment favorables".
Peter Bradshaw de The Guardian va escriure: "És una imatge artificiosa i una mica insatisfactòria. Però l'actuació de Maritaud té poder." Tara Brady de The Irish Timesva escriure: "Félix Maritaud és una revelació desgarradora com a treballador sexual que busca intimitat a França". David Rooney de The Hollywood Reporter va escriure, "Sauvage té les seves longituds, de vegades sembla enganxat en un circuit tortuós amb massa poc impuls cap endavant. Tanmateix, la pel·lícula mai és banal."

## Premis
| Any  | Premi                                              | Categoria                               | Resultat  | Refs.  |
| ---- | -------------------------------------------------- | --------------------------------------- | --------- | ------ |
| 2018 | 71è Festival Internacional de Cinema de Canes      | Premi Louis Roederer                    | Guanyador | [ 12 ] |
| 2018 | 71è Festival Internacional de Cinema de Canes      | Gran premi de la Setmana de la Crítica  | Nominat   | [ 12 ] |
| 2018 | 71è Festival Internacional de Cinema de Canes      | Caméra d'Or                             | Nominat   | [ 12 ] |
| 2018 | 71è Festival Internacional de Cinema de Canes      | Palma Queer                             | Nominat   | [ 12 ] |
| 2018 | Festival Internacional de Cinema de Chicago        | Gold Q-Hugo                             | Nominat   | [ 13 ] |
| 2018 | Festival de Cinema de Jerusalem                    | Primera Pel·lícula Internacional        | Guanyador | [ 14 ] |
| 2019 | Premi César                                        | Millor opera prima                      | Nominat   | [ 15 ] |
| 2019 | Fire!! Mostra Internacional de Cinema Gai i Lesbià | Premi del públic a la millor pel·lícula | Guanyador | [ 16 ] |